# Puchar Europy w Chodzie Sportowym 2013
10. Puchar Europy w Chodzie Sportowym – zawody lekkoatletyczne w chodzie sportowym, które odbywały się w 19 maja 2013 w słowackiej miejscowości Dudince.
Decyzję o przyznaniu organizacji pucharu Dudincom podjęto w listopadzie 2011 w Helsinkach. Ta słowacka miejscowość już po raz trzeci gościć będzie puchar Europy w chodzie (poprzednio w 1998 i 2001).
Pierwsza na mecie w chodzie juniorek – Rosjanka Jekatierina Miedwiediewa (czas – 44:45) została zdyskwalifikowana za doping, jej wynik oraz zwycięstwo anulowano.

## Rezultaty

### Mężczyźni
| Konkurencja:                       | 1. miejsce                                                    | Rezultat   | 2. miejsce                                               | Rezultat | 3. miejsce                                                 | Rezultat |
| Chód na 10 km juniorów             | Pawieł Parszyn                                                | 41:14      | Nikołaj Markow                                           | 41:14    | Vito Minei                                                 | 41:27    |
| Chód na 10 km juniorów (Drużynowo) | Rosja · Pawieł Parszyn · Nikołaj Markow                       | 3 pkt.     | Włochy · Vito Minei · Francesco Fortunato                | 12 pkt.  | Hiszpania · Marc Tur · Diego García                        | 13 pkt.  |
| Chód na 20 km                      | Dienis Striełkow                                              | 1:21:40    | Miguel Ángel López                                       | 1:21:48  | Matej Tóth                                                 | 1:21:51  |
| Chód na 20 km (Drużynowo)          | Rosja · Dienis Striełkow · Aleksandr Iwanow · Andriej Ruzawin | 20 pkt.    | Ukraina · Rusłan Dmytrenko · Anrij Kowenko · Iwan Łosiew | 30 pkt.  | Polska · Rafał Augustyn · Łukasz Nowak · Jakub Jelonek     | 44 pkt.  |
| Chód na 50 km                      | Yohann Diniz                                                  | 3:41:08 WL | Michaił Ryżow                                            | 3:44:42  | Iwan Noskow                                                | 3:45:32  |
| Chód na 50 km (Drużynowo)          | Rosja · Michaił Ryżow · Iwan Noskow · Konstantin Maksimow     | 12 pkt.    | Ukraina · Ihor Hławan · Iwan Banzeruk · Serhij Budza     | 19 pkt.  | Polska · Grzegorz Sudoł · Rafał Sikora · Michał Stasiewicz | 31 pkt.  |

### Kobiety
| Konkurencja:                       | 1. miejsce                                                     | Rezultat | 2. miejsce                                                | Rezultat | 3. miejsce                                                    | Rezultat |
| Chód na 10 km juniorek             | Nadieżda Leontjewa                                             | 46:14    | Anežka Drahotová                                          | 46:29    | Oksana Golatkina                                              | 47:04    |
| Chód na 10 km juniorek (Drużynowo) | Rosja · Nadieżda Leontjewa · Oksana Golatkina                  | 4 pkt.   | Czechy · Anežka Drahotová · Eliška Drahotová              | 9 pkt.   | Białoruś · Wiktoryja Raszczupkina · Nastassia Rodźkina        | 13 pkt.  |
| Chód na 20 km                      | Anisia Kirdiapkina                                             | 1:28:39  | Wiera Sokołowa                                            | 1:29:18  | Marina Pandakowa                                              | 1:29:25  |
| Chód na 20 km (Drużynowo)          | Rosja · Anisia Kirdiapkina · Wiera Sokołowa · Marina Pandakowa | 6 pkt.   | Portugalia · Ana Cabecinha · Inês Henriques · Vera Santos | 23 pkt.  | Hiszpania · Beatriz Pascual · Lorena Luaces · Raquel González | 39 pkt.  |